# Otto Zoff
Otto Zoff (* 9. April 1890 als Otto Edmund Friedländer in Prag, Österreich-Ungarn; † 14. Dezember 1963 in München) war ein österreichischer Schriftsteller, der rund 20 Jahre als Emigrant in den USA verbrachte. Er war zu Lebzeiten vor allem mit Dramen und historischen Monographien erfolgreich, ist heute aber so gut wie vergessen.

## Leben und Werk
Zoff wurde als außerehelicher Sohn des Offiziersanwärters und späteren Militärbeamten Otto Andreas Zoff und der jüdischen Handschuhfabrikantentochter Zdenka Sidonie Friedländer, geb. Jellinek, Ehefrau des Eisenbahnbeamten Theodor Friedländer, geboren. Die Familie Zoffs zog im Jahr 1892 nach St. Pölten und danach nach Hainfeld, wo seine Schwester Marianne auf die Welt kam. Im Jahr 1907 wurde Otto von seinem Onkel Richard Albin Zoff adoptiert und führte bis Ende 1917 den Namen Friedländer-Zoff.
Er studierte ab 1906 Kunst- und Literaturgeschichte in Wien. 1914 promovierte er zum Dr. phil. Zu seinen Freunden zählten die Schriftsteller Felix Braun und Max Mell sowie der Kunsthistoriker Leopold Zahn. Während des Ersten Weltkrieges ging Zoff nach Berlin, wo er für verschiedene Zeitungen und Zeitschriften schrieb, als Mitarbeiter des Berliner Tageblattes, des Berliner Börsenkuriers sowie der Zeitschriften Neue Rundschau, März, Kunst und Künstler, Wieland u. a. Außerdem war er von 1916 bis 1917 Lektor des S. Fischer Verlages. 1917 holte ihn Otto Falckenberg als Dramaturg an die Münchner Kammerspiele. Nach zwei Jahren wurde er dort Stellvertretender Direktor (bis 1923). Sein literarisches Debüt gab Zoff 1919 mit dem Roman Winterrock. 1923 erzielte er größeren Erfolg mit einer freien Bearbeitung von Eichendorffs Lustspiel Die Freier, das an beinahe 100 Bühnen gespielt wurde.

### Glücksspiele
Solche Bearbeitungen blieben Zoffs Stärke. Er etablierte sich als freier Schriftsteller und Regisseur. Ab 1931 lebte Zoff vorwiegend in Italien. 1933 lernte er in Berlin Liselotte Kalischer kennen. Sie war deutlich jünger als Zoff und wurde seine dritte Ehefrau. Beide waren politisch eher links orientiert; zudem war Zoff Halbjude. Sie beschlossen wegen der immer bedrohlicher werdenden Lage aus Deutschland zu flüchten. Sie lebten zunächst in Mailand, wo Liselotte mit ihrer Schwester ein Institut für Bewegungstherapie betrieb. In Deutschland wurden Zoffs Bücher verbrannt und verboten. 1938 bekam Liselotte Zoff eine Tochter, genannt Stanzi. „Otto war inzwischen mit dem Roulette beschäftigt. Er und Guido von Kaschnitz, Marie Luises Mann, hatten sich vorgenommen, nur noch ihrer geistigen Berufung zu folgen und keine Brotarbeit mehr zu leisten, sondern das Geld beim Spiel zu verdienen.“ Zoff verlor zumeist. Bei Kriegsausbruch waren die drei Zoffs in Nizza (Zoff besuchte öfter Walter Benjamin in Sanremo). Während die deutsche Wehrmacht immer näher rückte, gelang Liselottes Ex-Gatten Ludwig Köbner, in den Vereinigten Staaten ein Danger-Visum zu erhalten. 1941 landeten die Zoffs in New York City. Zoff konnte eine Zeitlang in der MacDowell-Kolonie leben, einer Künstlerkolonie in New Hampshire. Die Hauptlast der Ernährung trug Liselotte durch ihre therapeutische Arbeit. Zwar traf sich Zoff öfter mit Freunden wie Alfred Neumann, Helene und Kurt Wolff (Verleger), Hermann Kesten, auch Bertolt Brecht, der in erster Ehe mit Zoffs Schwester Marianne verheiratet war, doch er schloss sich keiner Gruppe an, blieb Einzelgänger. Liselotte vermutete, er habe Angst vor der Rolle des Unterlegenen gehabt, tat er sich doch zeitlebens mit dem kreativen Schreiben ziemlich schwer. „Er arbeitete viel, hatte ein großes Wissen und eine ungeheure Bildung. Aber ihm fehlte die Spontaneität.“ Vom Frühwerk abgesehen, vermisste sie in Ottos Arbeiten „eine Einheit mit seiner Person“. „Ottos großartige Fähigkeit war, Dichtung im Vorhandenen zu sehen, am Vorhandenen zu arbeiten und sich in das Werk eines Dichters einzufühlen.“

### Das Herz streikt
Nach dem Zweiten Weltkrieg war Zoff als New Yorker Korrespondent des Südwestfunks Baden-Baden und des Feuilletons der Frankfurter Allgemeinen Zeitung tätig. Europareisen scheiterten zunächst am Argwohn des Joseph McCarthy (keine Pässe), dann an Geldmangel. „Erst 1953 konnten wir fahren, als uns ein reicher Freund das Geld gab“, berichtet Liselotte. Ihre beste deutsche Freundin lebt in München: Lonja Stehelin-Holzing, die Schwester von Marie Luise Kaschnitz. „Seitensprünge“ ihres Mannes kränkten Liselotte nur wegen der Heimlichkeit, in der sie erfolgen. Zoff hatte in diesen späten Jahren noch einmal Erfolg mit einigen Dramen, voran der König Hirsch. 1961 blieben die Zoffs in Deutschland, weil Otto herzkrank war. Er starb in der Nacht vom 13. auf den 14. Dezember 1963 im Schlaf. Liselotte betonte, sie bereue nichts und würde Otto im nächsten Leben wieder heiraten. Zoffs Bücher sind, wenn überhaupt, nur noch antiquarisch zu bekommen. Der Nachlass befindet sich im Marbacher Literaturarchiv.

## Werke
- Das Haus am Wege, Roman, Frankfurt/Main 1913.
- Kerker und Erlösung, Trauerspiel, München 1918.
- Der Schneesturm, Trauerspiel, München 1919.
- Der Winterrock, Roman, München 1919.
- Gedichte, Leipzig 1920.
- Das Leben des Peter Paul Rubens, München 1922.
- Die Freier, Lustspiel, nach Joseph von Eichendorff, Leipzig 1923.
- Die Andacht zum Kreuze, Schauspiel, nach Pedro Calderón de la Barca, Potsdam 1925.
- Die Liebenden, Roman, Berlin 1929.
- Die weißen Handschuhe, Komödie, Berlin 1930.
- Rosen und Vergißmeinnicht, Komödie, Berlin 1933.
- Die Hugenotten, Monographie, Leipzig 1937, Konstanz 1948, Weimar 1949 (auch mehrere Übersetzungen).
- Franz Schubert, Biographie, Salzburg 1939.
- They Shall Inherit the Earth, über Kinder im Faschismus, New York 1943.
- Die großen Komponisten: Gesehen von ihren Zeitgenossen, Bern 1952, Düsseldorf 1960, Zürich 1965 (schwedisch 1966).
- König Hirsch, Komödie, nach Carlo Gozzi, Wien 1959.
- Die Glocken von London, Traumspiel, nach Charles Dickens, Wien 1960.
- Tagebücher aus der Emigration: 1939–1944, mit einem Nachwort von Hermann Kesten, aus dem Nachlass hrsg. von Liselotte Zoff und Hans-Joachim Pavel (Leiter des Münchener Drei-Masken-Verlages), Verlag Lambert Schneider, Heidelberg 1968, 293 S.[10]

## Als Herausgeber
- 1809 Dokumente aus Österreichs Krieg gegen Napoleon. Insel Verlag, Leipzig, Österreichische Bibliothek 6 (1915)

Zoff verfasste auch Hörspiele und gab Anthologien heraus.